# Simon Rutar
Simon Rutar (Caporetto, 12 ottobre 1851 – Lubiana, 3 maggio 1903) è stato uno storico e geografo sloveno.

## Biografia
Nato a Krn, frazione di Caporetto, Rutar frequentò il ginnasio a Gorizia e l'università a Graz. Iniziò a insegnare nei ginnasi di diverse città, per poi stabilirsi a Liubiana, dove visse fino alla morte.
Nella capitale slovena intraprese le prime ricerche sulla storia patria dei luoghi nativi (Isontino) e su tutte le terre abitate dagli sloveni. Nel 1882 pubblicò Zgodovina Tolminskega (sulla storia di Tolmino) e il testo scolastico sulla storia patria della contea di Gorizia e Gradisca (Domoznanstvo). Per la casa editrice Slovenska matica pubblicò tre libri storico-geografici: due volumi sulla contea di Gorizia e Gradisca (Poknežena grofija Goriška in Gradiščanska, 1892-1893), due fascicoli su Trieste ed Istria (Samosvoje mesto Trst in mejna grofija Istra, 1896-1897) e un volume sulla Slavia veneta (Beneška Slovenija, 1899). Contribuì anche alla Guida di Spalato e Salona (1894).
I principali temi di interesse di Rutar furono la storia romana, il medioevo e l'età moderna. Nel 1972 uscì l'inedito diario giovanile (Dnevnik) risalente agli anni 1869-1874. Le sue opere sono state pubblicate principalmente in lingua slovena. Alcune vennero tradotte in lingua tedesca, mentre in lingua italiana si registra soltanto l'opera Delle colonie slovene in Friuli (Udine, 1887).

## Opere
- Tolminske zgodovinske crtice, Tolmino, Tolminski muzej, 2001
- Zgodovinske črtice iz poknežene grofije goriško-gradiške, Nova Gorica, Branko; Ljubljana: Jutro, 2000
- Dnevnik: 1869-1874, Trieste; Nova Gorica: Narodna in študijska knjižnica; Goriški muzej, 1972
- Poknežena grofija Goriška in Gradiščanska, Ljubljana: Matica Slovenska
- Beneška Slovenija: prirodoznanski in zgodovinski opis, Ljubljana: Matica slovenska, 1899
- Zgodovinski opis (12 podob), Ljubljana: Matica Slovenska, 1893
- Zgodovinske črtice iz poknežene grofije goriške in gradiške. Del. 1, V Gorici: 'Goriška tiskarna' A. Gabršček, 1895
- Samosvoje mesto Trst in mejna grofija Istra: prirodoznanski, statisticni, kulturni in zgodovinski opis, Ljubljana: Matica slovenska
- Guida di Spalato e Salona: Versione dal croato, Zara: S. Artale, 1894
- Delle colonie slovene nel Friuli, versione di Giovanni Trinko, Udine: Tipografia del Patronato, 1887
- Prirodoznanski, statistični in kulturni opis. (22 podob), Ljubljana: Matica Slovenska, 1892